# Марата (Анкона)
Марата је насеље у Италији у округу Анкона, региону Марке.
Према процени из 2011. у насељу је живело 65 становника. Насеље се налази на надморској висини од 53 м.